# 天神山町 (名古屋市)
天神山町（てんじんやまちょう）は、愛知県名古屋市西区にある地名。丁番を持たない単独町名である。住居表示実施済み。

## 地理
名古屋市西区中央部に位置する。東は花の木、西は名西、南は押切、北は児玉に接する。町域の西側には公園・高等学校・中学校・郵便局・警察署など比較的面積を要する施設が集まっており、町域の過半を占めている。残りの町域に住宅地が所在する。

## 歴史
江戸期に愛知郡押切村であった地域に該当する。

### 町名の由来
北押切町の小字名「天神山」による。字名は、当地に尾張藩の家老であった志水甲斐守の屋敷があり、敷地内の小山に天神が祀られていたことに由来するという。

### 行政区画の変遷
- 1932年（昭和7年） - 西区北押切町・花ノ木町の各一部より成立。
- 1980年（昭和55年） - 一部が押切1～2丁目・花の木1～3丁目となる。また、浄心町の一部を編入する。

## 世帯数と人口
2019年（平成31年）2月1日現在の世帯数と人口は以下の通りである。
| 町丁     | 世帯数  | 人口  |
| -------- | ------- | ----- |
| 天神山町 | 141世帯 | 242人 |

### 人口の変遷
国勢調査による人口の推移
| 1995年（平成7年）  | 293人 | [ WEB 6 ]  |  |
| 2000年（平成12年） | 295人 | [ WEB 7 ]  |  |
| 2005年（平成17年） | 276人 | [ WEB 8 ]  |  |
| 2010年（平成22年） | 250人 | [ WEB 9 ]  |  |
| 2015年（平成27年） | 250人 | [ WEB 10 ] |  |

## 学区
市立小・中学校に通う場合、学校等は以下の通りとなる。また、公立高等学校に通う場合の学区は以下の通りとなる。なお、小・中学校は学校選択制度を導入しておらず、番毎で各学校に指定されている。
| 小学校                                  | 中学校                                      | 高等学校 |
| --------------------------------------- | ------------------------------------------- | -------- |
| 名古屋市立榎小学校 名古屋市立児玉小学校 | 名古屋市立天神山中学校 名古屋市立浄心中学校 | 尾張学区 |

## 交通
町域に所在する停留所のみ記述。

### バス
- 名古屋市営バス（名古屋市交通局）
  - 天神山停留所 - 名駅15系統（名古屋駅行）停、名駅13系統（名古屋駅行）・栄25系統（名塚中学・名西橋行）停
  - 児玉町停留所 - 名駅13系統（名古屋駅行）停
  - 葭原町停留所 - 名駅13系統（名古屋駅行）停

### 道路
- 市道菊井町線（菊井通）

## 施設
- 押切公園

1956年（昭和31年）10月15日供用開始。

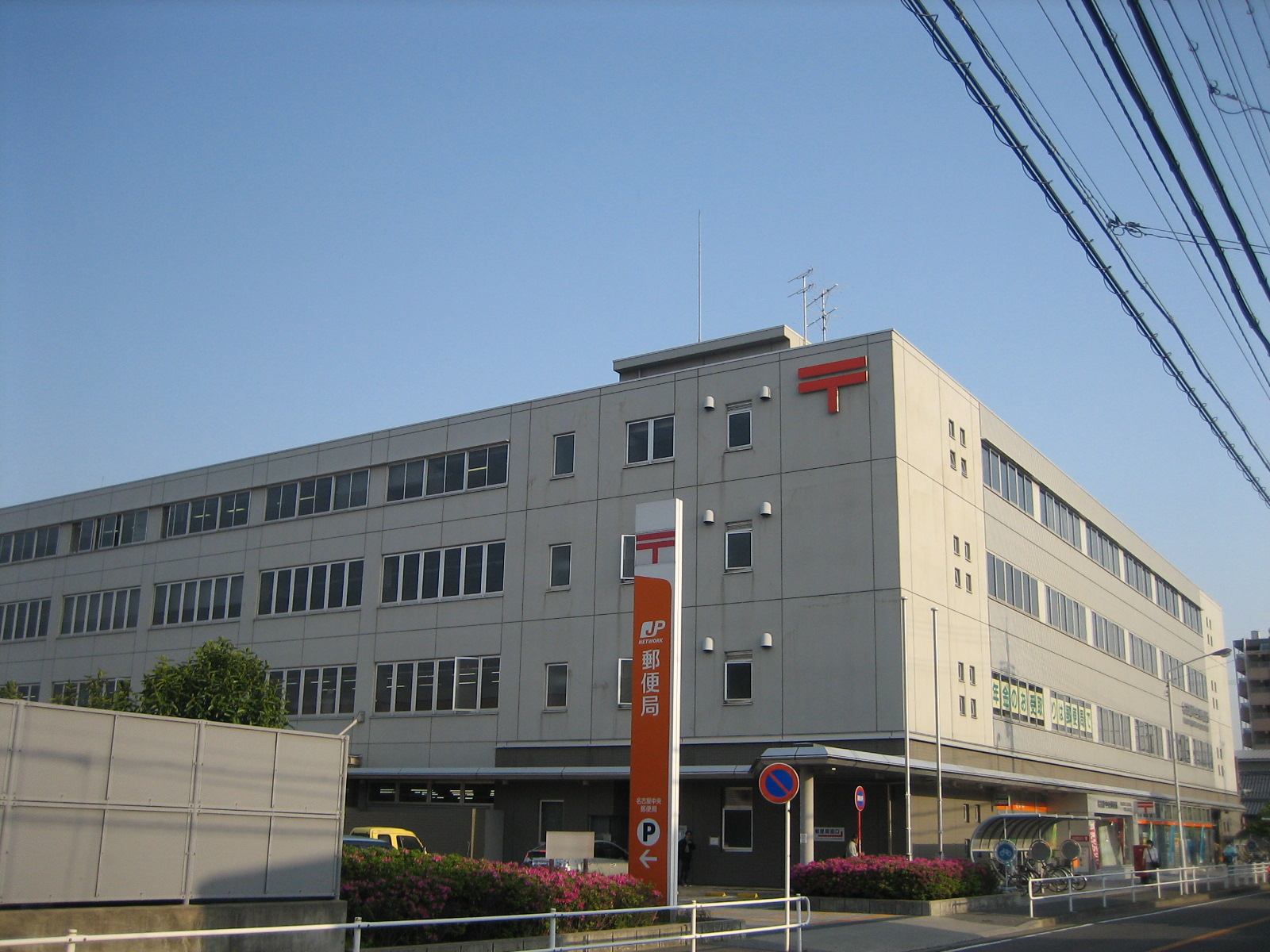
名古屋天神山郵便局
- 愛知県立名古屋西高等学校
- 名古屋市立天神山中学校
- 名古屋西郵便局
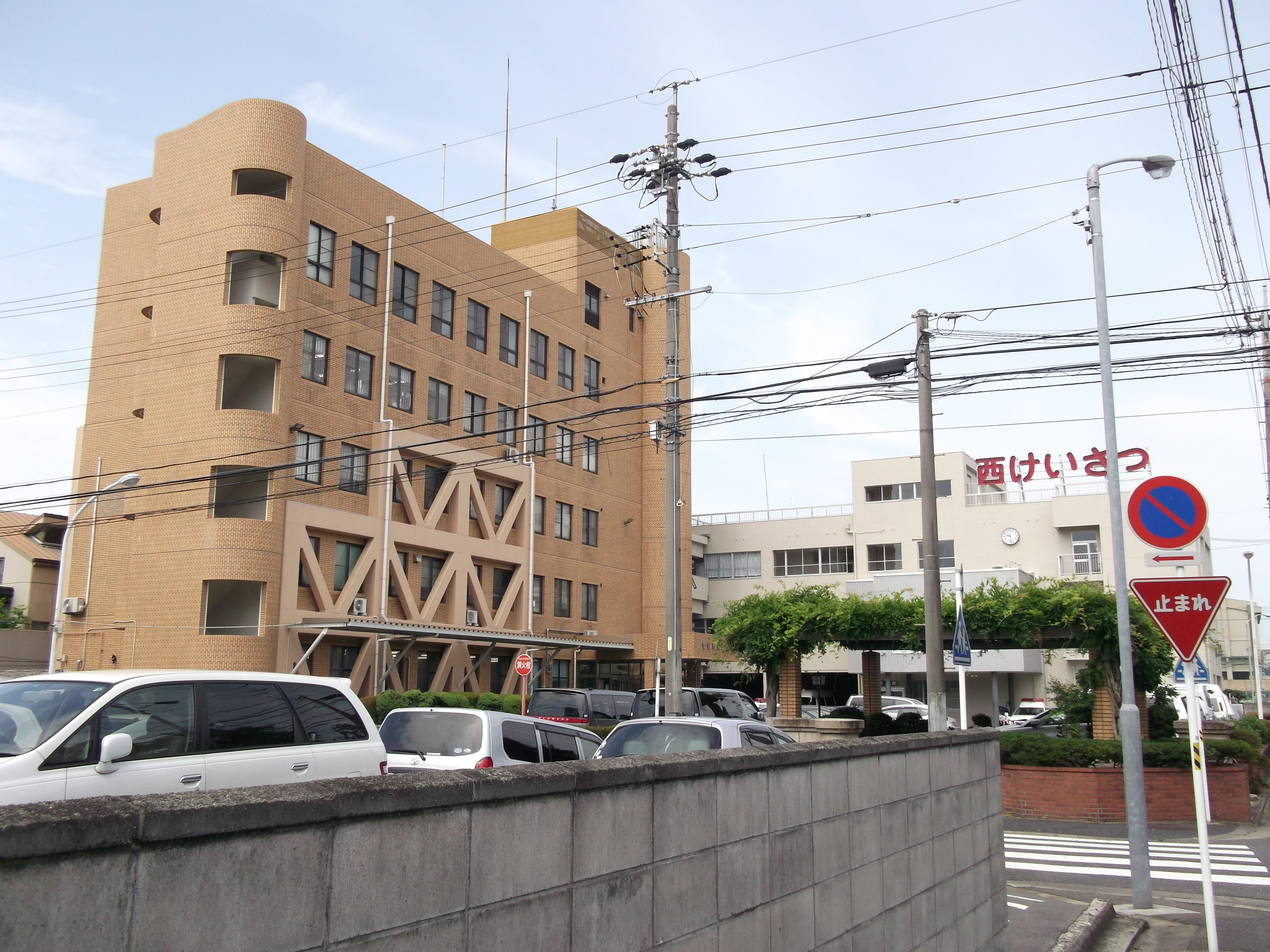
愛知県警察西警察署
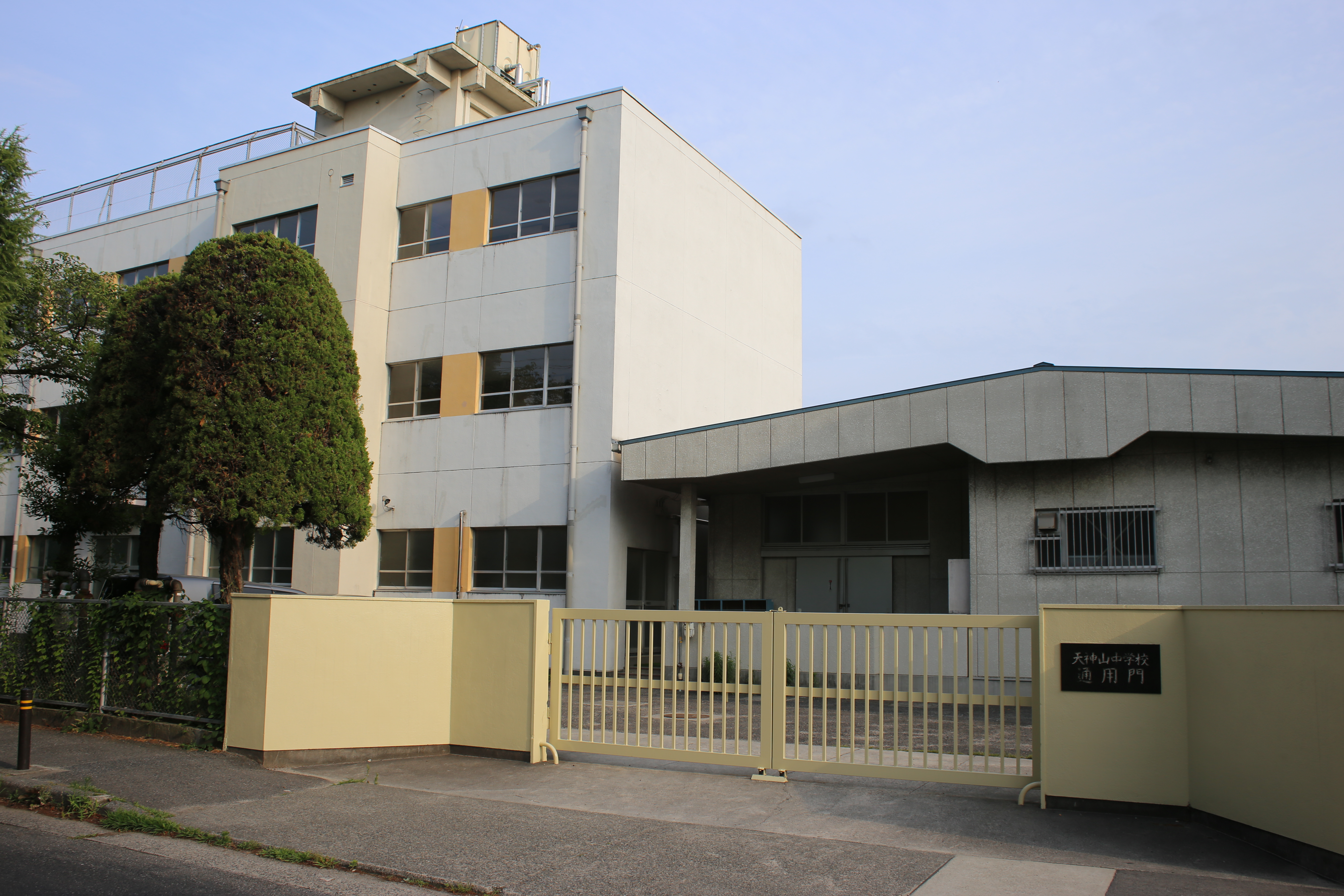
天神山中学校
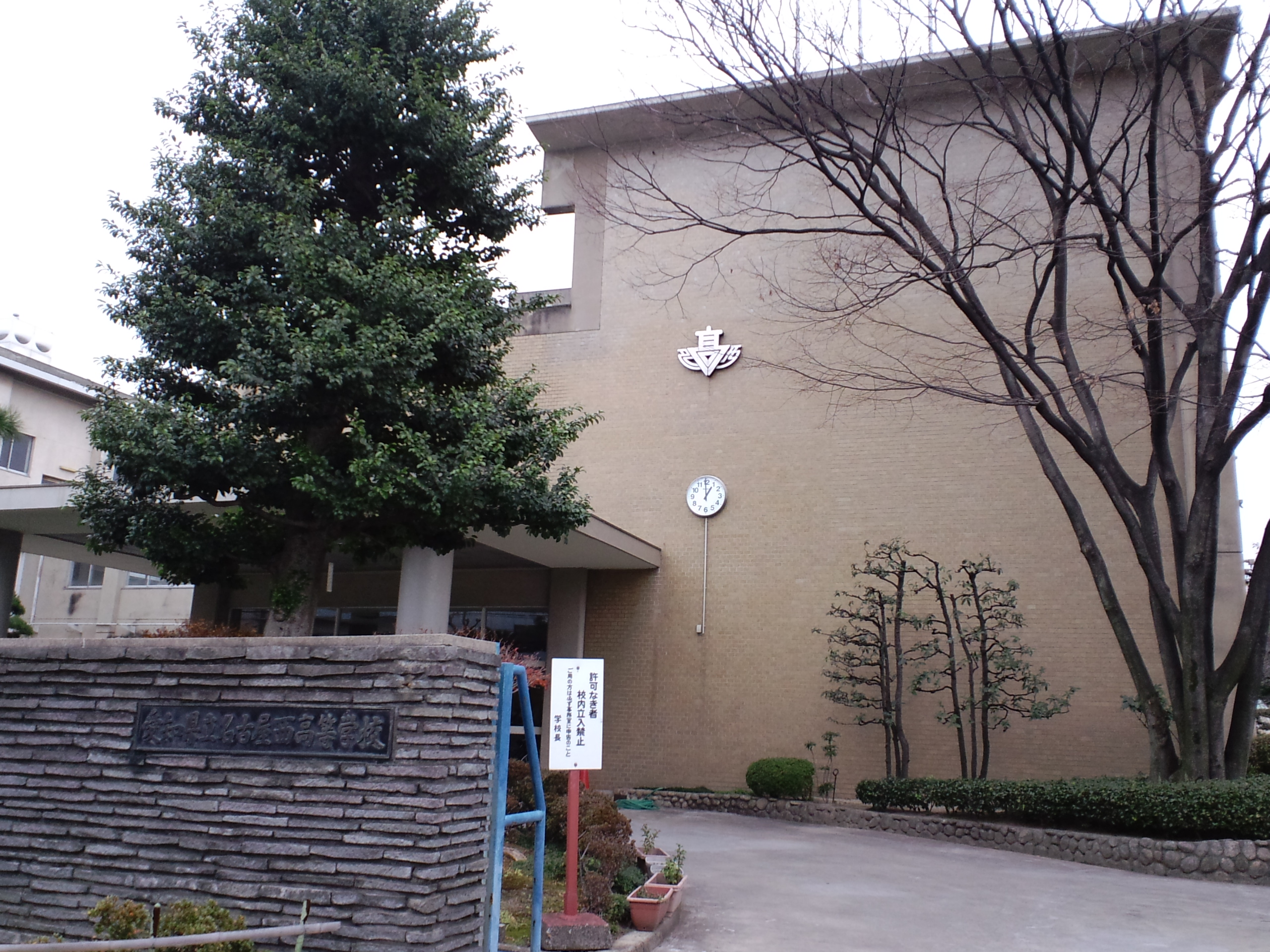
名古屋西高等学校
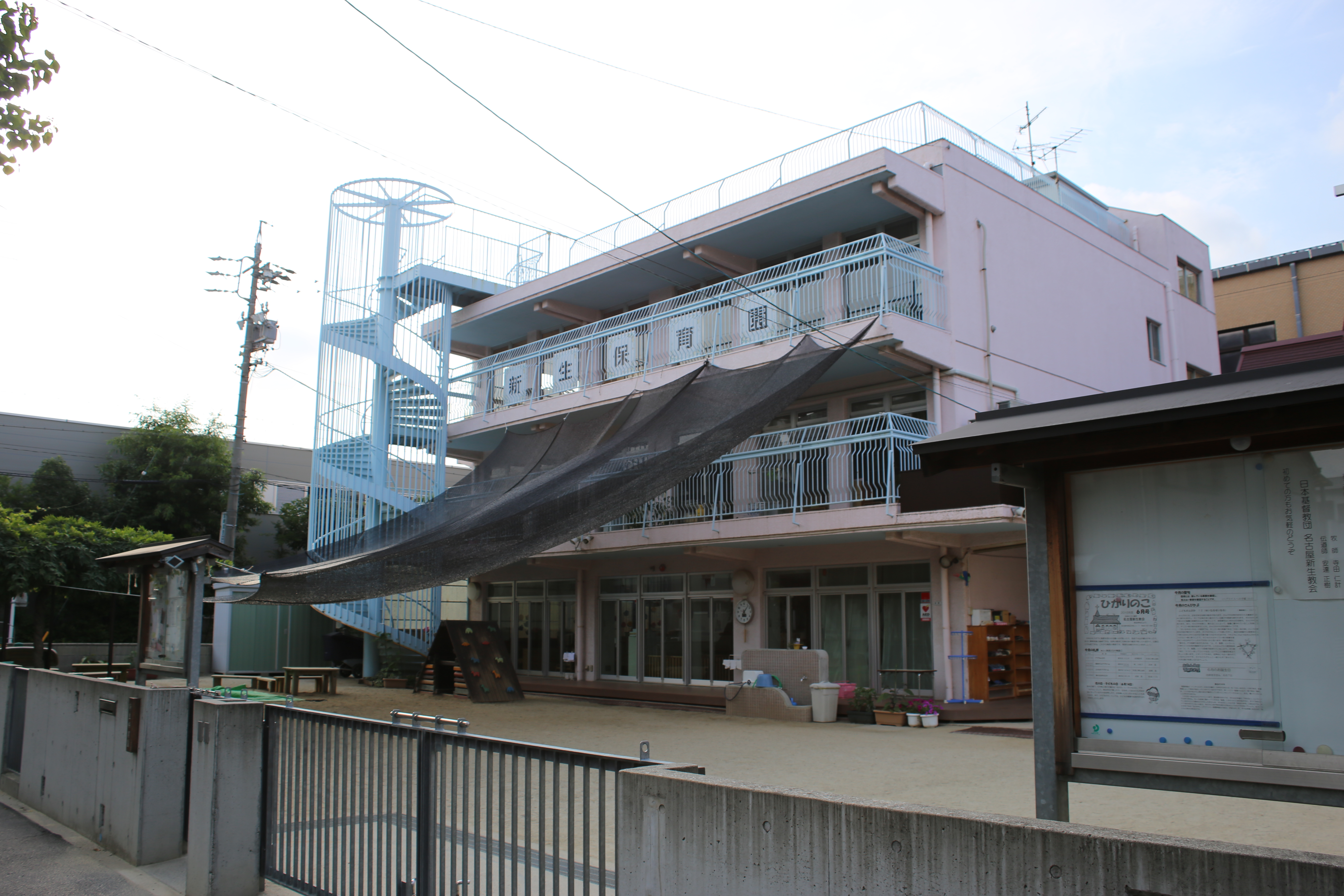
新生保育園
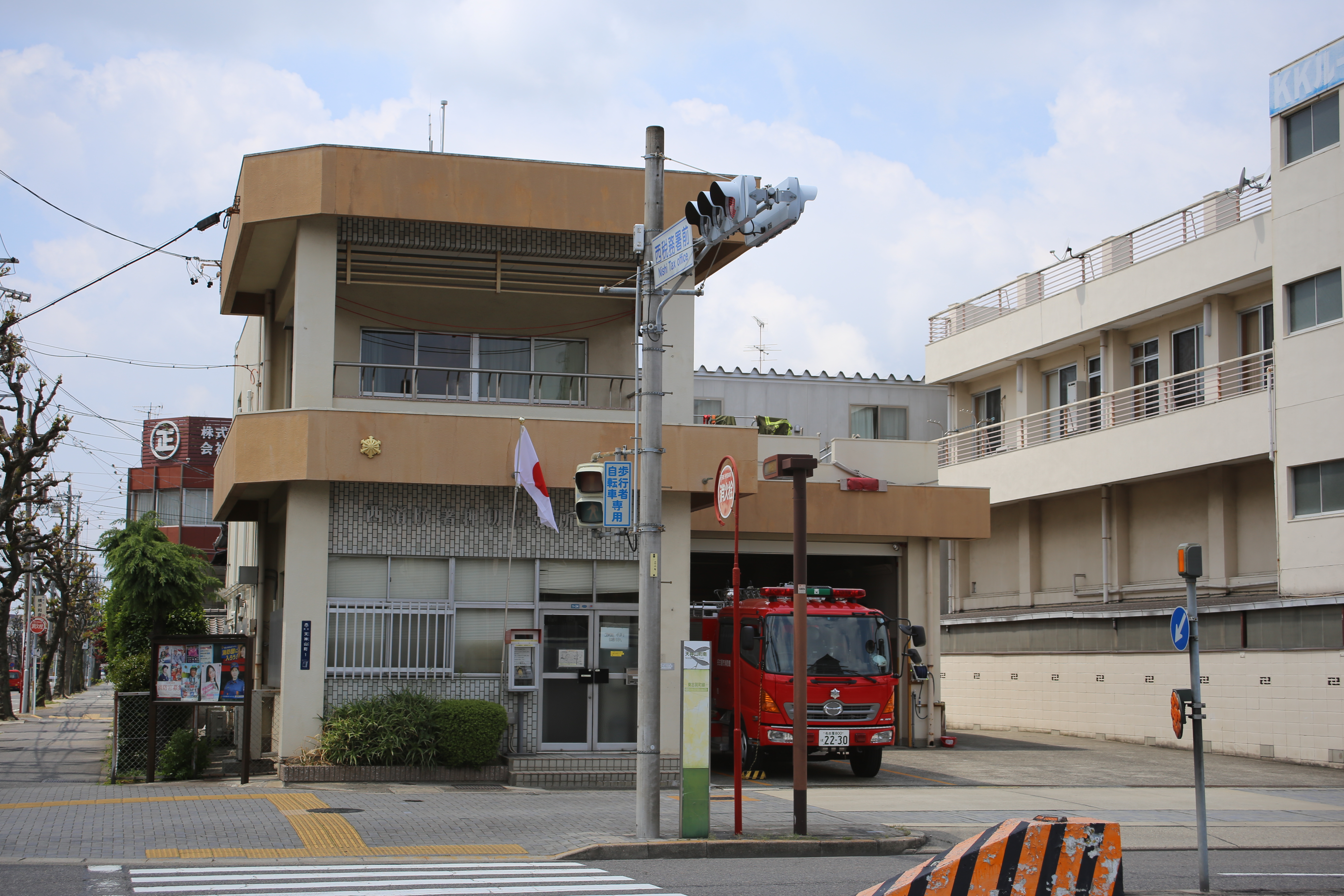
西消防署押切出張所
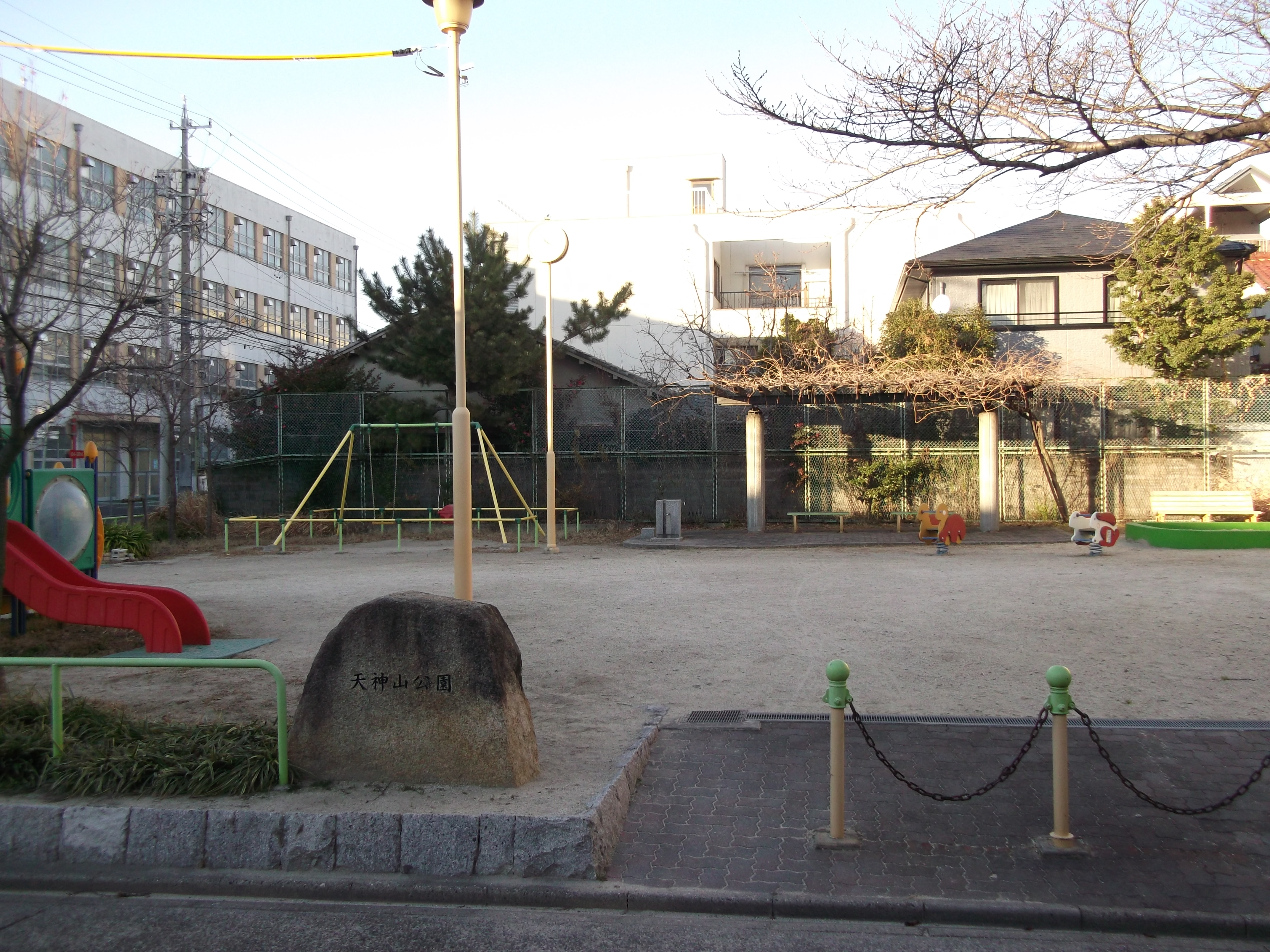
天神山公園
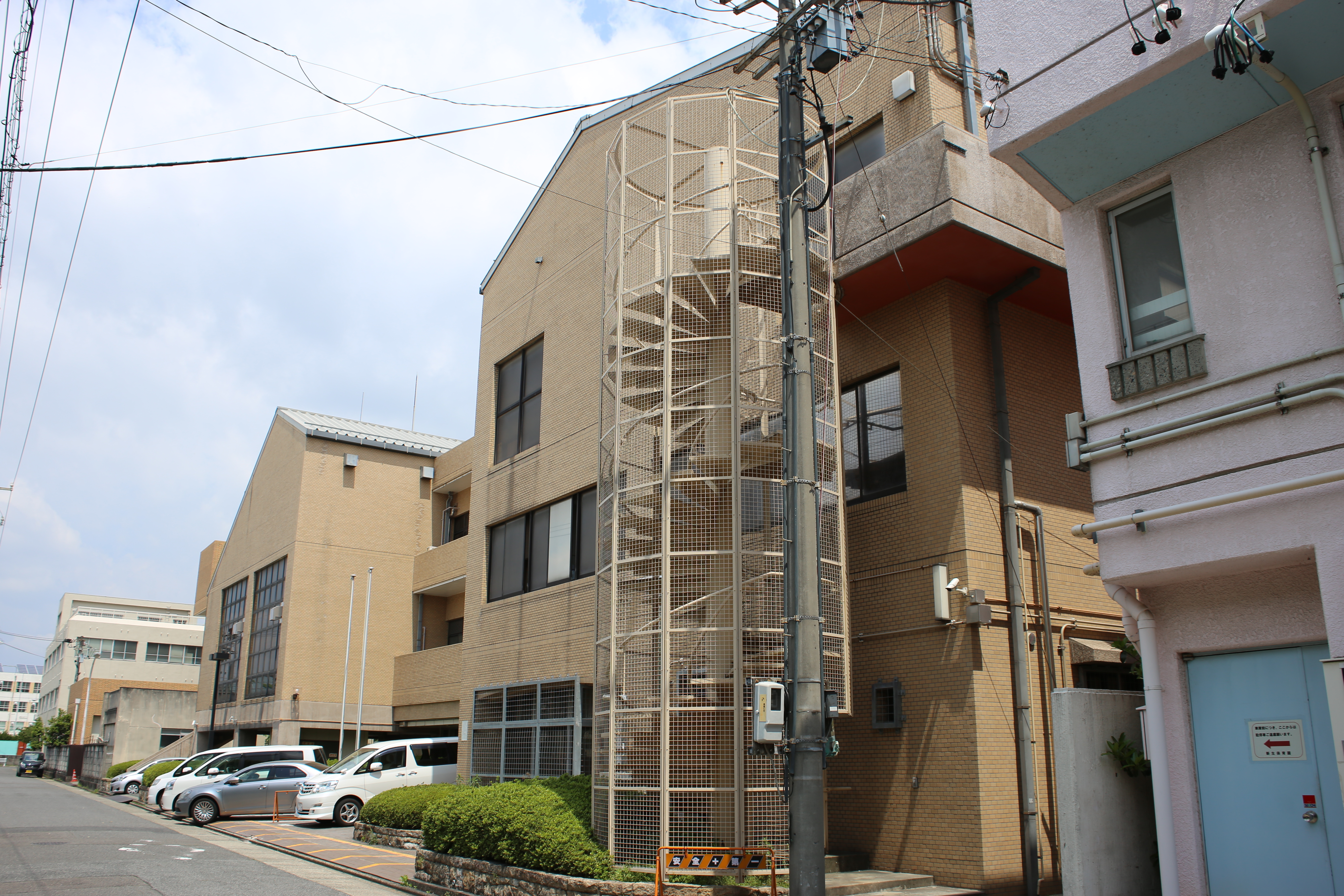
愛知県警察名西分庁舎

1948年（昭和23年）4月1日認可の私立保育園。開園自体は1933年（昭和8年）8月1日という。
- 名古屋市消防局西消防署押切出張所
- かつてはサンライフ名古屋という施設があったが廃止され、現在は警察関係施設が入居している。
- 天神山公園

1980年（昭和55年）4月1日供用開始。
- 名古屋西郵便局
(かつての名古屋中央局)
- 西警察署
- 天神山中学校
- 名古屋西高等学校
- 新生保育園
- 西消防署押切出張所
- 天神山公園
- 愛知県警察名西分庁舎

## その他

### 日本郵便
- 郵便番号 : 451-0065[WEB 3]（集配局：名古屋西郵便局[WEB 15]）。

### WEB
1. ↑  “愛知県名古屋市西区の町丁・字一覧”.   人口統計ラボ. 2019年3月10日閲覧。
2. 1 2  “町・丁目(大字)別、年齢(10歳階級)別公簿人口(全市・区別)”.   名古屋市 (2019年2月20日). 2019年3月10日閲覧。
3. 1 2  “郵便番号”.  日本郵便. 2019年3月10日閲覧。
4. ↑  “市外局番の一覧”.   総務省. 2019年1月6日閲覧。
5. ↑  “西区の町名一覧”.   名古屋市 (2017年6月1日). 2019年2月28日閲覧。
6. ↑  総務省統計局 (2014年3月28日). “平成7年国勢調査の調査結果(e-Stat) - 男女別人口及び世帯数 －町丁・字等” (CSV). 2019年4月27日閲覧。
7. ↑  総務省統計局 (2014年5月30日). “平成12年国勢調査の調査結果(e-Stat) - 男女別人口及び世帯数 －町丁・字等” (CSV). 2019年4月27日閲覧。
8. ↑  総務省統計局 (2014年6月27日). “平成17年国勢調査の調査結果(e-Stat) - 男女別人口及び世帯数 －町丁・字等” (CSV). 2019年4月27日閲覧。
9. ↑  総務省統計局 (2012年1月20日). “平成22年国勢調査の調査結果(e-Stat) - 男女別人口及び世帯数 －町丁・字等” (CSV). 2019年4月27日閲覧。
10. ↑  総務省統計局 (2017年1月27日). “平成27年国勢調査の調査結果(e-Stat) - 男女別人口及び世帯数 －町丁・字等” (CSV). 2019年4月27日閲覧。
11. ↑  “市立小・中学校の通学区域一覧”.   名古屋市 (2018年11月10日). 2019年1月14日閲覧。
12. ↑  “平成29年度以降の愛知県公立高等学校（全日制課程）入学者選抜における通学区域並びに群及びグループ分け案について”.   愛知県教育委員会 (2015年2月16日). 2019年1月14日閲覧。
13. 1 2  “都市公園の名称、位置及び区域並びに供用開始の期日” (2019年5月1日). 2019年11月3日閲覧。
14. ↑  “園の概要”.   社会福祉法人名古屋新生福祉会. 2020年4月25日閲覧。
15. ↑  郵便番号簿 平成29年度版 - 日本郵便. 2019年03月10日閲覧 (PDF)

### 書籍
1. ↑  名古屋市計画局 1992, pp. 227–228.
2. ↑  西区制70周年記念誌編纂委員会 1978, p. 160.